# Willy Vandersteen
Willy Vandersteen, de son nom complet Willebrord Jan Frans Maria Vandersteen alias Savarius, né le 15 février 1913 à Anvers, et mort le 28 août 1990 à Edegem (province d'Anvers), est un auteur de bande dessinée belge néerlandophone. Il est l'un des auteurs les plus connus de la bande dessinée belge et est considéré, avec Marc Sleen, comme le père fondateur de la bande dessinée flamande.
En cinquante ans de carrière, il a publié plus de mille albums de bande dessinée répartis en vingt-cinq séries et vendus à plus de deux cents millions d'exemplaires. Il a également créé le Studio Vandersteen qui continue aujourd'hui certaines de ses séries.
Il est surtout connu pour être l'auteur de la série Bob et Bobette (en néerlandais Suske en Wiske), dont les albums se vendaient encore en 2005 à cinq millions d'exemplaires chaque année. Ses autres séries majeures sont Le Chevalier rouge (néerlandais : De Rode Ridder) et Bessy, dont il a publié presque un millier d'albums en allemand.

## Biographie
Willy Vandersteen est petit-fils de forgeron et fils de sculpteur ornementiste. C'est en lisant un article intitulé Comics in your life (La bande dessinée dans votre vie) dans un magazine américain qu'il décide d'œuvrer dans la bande dessinée. Ses premiers dessins et gags (Brochette et Dick puis Kity Inno) paraissent en 1939 dans Entre Nous, la publication interne des grands magasins À l'Innovation. En 1942, Willy Vandersteen réalise des dessins antisémites durant la Seconde Guerre mondiale sous le pseudonyme Kaproen,. Sous le pseudonyme de Wil, il réalise des illustrations en 1943. D'octobre 1944 à août 1945, Vandersteen est le principal dessinateur de l'hebdomadaire bruxellois francophone Franc Jeu.
Il est surtout le créateur de Bob et Bobette dans le journal flamand De Standaard en 1945 et ultérieurement publié dans Le Journal de Tintin. Malgré la date de la première publication de Bob et Bobette (1945), Vandersteen ne renonce pas à la caricature antisémite qu'il poursuit avec le personnage de Crimson. Le caractère caricatural de ce personnage sera encore renforcé avec la reprise Amphoria, de Marc Legendre et Charel Cambré (Khani Éditions, 2016). À la demande d'Hergé, qui l'a surnommé le « Bruegel de la bande dessinée », et pour mieux s'intégrer au style général du journal, Vandersteen fait évoluer son graphisme vers un style plus proche de la ligne claire. Bob et Bobette survivent à son auteur et la série compte plus de 300 albums.

## Thèmes et influences
Le style de Vandersteen se caractérise depuis le début de la carrière par une large diversité de thèmes et de genres. Un grand nombre de ses séries se passent dans le monde contemporain, mais il a écrit également des contes de fées, des bandes dessinées historiques, des westerns ou encore des récits de science-fiction. Alors que certaines de ses séries restent cantonnées à un seul genre, comme Bessy et La Famille Guignon (la première reste concentrée sur une famille pionnière lors de la conquête de l'Ouest, la seconde sur une famille flamande contemporaine quelconque), d'autres s'éloignent de leur époque, lieu ou thème de départ pour explorer de nombreux horizons. Le Chevalier rouge, histoire d'un chevalier du Moyen Âge, se déroule dans une période allant de l'époque des légendes arthuriennes jusqu'aux grandes explorations des XVIe et XVIIe siècles en passant par les croisades. Cette série s'étend donc sur dix siècles. Plus tard, lorsque Vandersteen sera moins impliqué dans la série, celle-ci intègrera beaucoup d'éléments de fantasy.
Bob et Bobette est une bande dessinée qui a comme cadre le monde contemporain, mais dont beaucoup d'albums se déroulent à d'autres époques, via une machine à remonter le temps ou par d'autres procédés. Les personnages visiteront un large panel d'époques, bien que le Moyen Âge soit largement l'époque la plus visitée. Willy Vandersteen utilisera également des légendes locales d'Anvers et du Limbourg et parodiera des comics comme Batman ou des émissions de télévision. Il s'inspirera aussi de ses nombreux voyages à travers le monde, comme son long séjour dans l'Extrême-Orient.
Les récits de ses débuts montrent une influence très claire des bandes dessinées américaines, comme Tarzan ou Prince Vaillant.

## Succès international
Willy Vandersteen a toujours fait en sorte d'avoir du succès en dehors de la Flandre, et a rapidement réduit l'aspect typiquement flamand de ses bandes dessinées. Il écrivait et publiait déjà ses œuvres en français durant la Seconde Guerre mondiale et a dès les années 1940 étendu la publication de Bob et Bobette aux Pays-Bas, ainsi qu'en Belgique francophone et à la France à travers le Journal de Tintin.
Tous les albums de Bob et Bobette, et de nombreux albums d'autres séries comme La Famille Guignon ont été traduits en français par Erasme. Bessy fut d'abord publié en français dans La Libre Belgique à partir du 24 décembre 1952, après quoi il fut traduit en néerlandais. Depuis 1978, on estime que 80 millions d'albums de Bob et Bobette en néerlandais ont été vendus.
D'autres pays et d'autres langues ont bientôt suivi. La première traduction en allemand survint en 1954, et dans les années 1960 Bessy et dans une moindre mesure Jérôme ont un énorme succès dans cette langue. Les deux séries comptent à eux deux 1 000 albums vendus chacun à 200 000 exemplaires. Suivront plus tard dans les années 1950 des publications au Chili et au Portugal, puis en Espagne dans les années 1960. Les années d'après, les bandes dessinées de Willy Vandersteen, et particulièrement Bob et Bobette, sont publiés dans une douzaine de langues, mais dans la majorité des cas une petite quantité seulement d'albums furent traduits. Plus de 10 albums furent publiés aux États-Unis et 69 le furent en Suède, accompagnés par beaucoup de marchandisage. La traduction en finnois fut également un grand succès.

## Marchandisage
Dans les années 1950 commence le marchandisage autour de Bob et Bobette. Vandersteen, qui a toujours été un homme d'affaires autant qu'un artiste, fut enthousiasmé quand on lui proposa de faire un spectacle de marionnettes de sa bande dessinée. Les premières poupées furent mis à la vente dès 1947. Elles sont suivies par une série de cinq marionnettes en 1957 et par un jeu d'adresse à l'effigie de Jérôme en 1960. En 1955, deux ans après le début de la télévision en Flandre, un dessin animé de Bob et Bobette est diffusé tous les samedis après-midi. D'autres produits dérivés issus de cette bande dessinée arrivèrent, allant des verres Bob et Bobette en 1954 jusqu'aux 5 larges statues en céramique peintes à la main représentant les personnages principaux faites en 1952. Livres à colorier, puzzles, calendriers, etc. Suivront bientôt deux enregistrements réalisés par Decca en 1956. Willy Vandersteen a aussi créé un certain nombre de bandes dessinées commerciales avec Bob et Bobette comme héros, en commençant par une bande dessinée touristique de la province d'Anvers en 1957.

## Publications
Toutes ces séries ont été initialement écrites en néerlandais et publiées via De Standaard, sauf mention contraire. Les éditions commerciales et les albums non-réguliers ne sont pas inclus.
| Series                           | Années               | Nombre d'albums | Nombre d'albums en français | Remarques |
| -------------------------------- | -------------------- | --------------- | --------------------------- | --- |
| Piwo                             | 1943-1946            | 3               | 3                           | Première bande dessinée de Willy Vandersteen, publiée par Ons Volk. |
| Bob et Bobette                   | 1946-                | 316+            | 316+                        | La numérotation commence au numéro 67 et en est au numéro 326 en avril 2014 ; la série continue depuis 1972 sous la plume de Paul Geerts et d'autres auteurs. Quelques albums ont été traduits en une dizaine de langue. |
| La Famille Guignon               | 1946-54 et 1966-1969 | 18              | 5                           | |
| Judi / Rudi                      | 1952-1955            | 4               |                             | Publiée par Sheed and Ward |
| Bessy                            | 1954-1985            | 164             | 151                         | Les 30 premiers albums sont signés "Wirel", les autres sont "Studio Vandersteen"; Plus de 900 albums sont sortis en allemand.                                                                                            |
| Thyl Ulenspiegel                 | 1954-1955            | 2               | 2                           | |
| Les Farces de monsieur Lambique  | 1955-1962 et 2004-   | 7 et 7          | 3                           | Série-dérivée de Bob et Bobette; La seconde série reprend des anciens gags en plus de nouveaux. |
| De pantoscaaf                    | 1956                 | 1               |                             | Publiée par la KSA, une organisation de jeunesse catholique flamande. |
| Le Cirque Zim-Boum               | 1958-1959            | 3               | 3                           | |
| Les Joyeux Lurons                | 1958-1959            | 2               | 2                           | |
| Le Chevalier rouge               | 1959-                | 214+            | 19                          | Continuée par Karel Biddeloo et d'autres auteurs; en août 2017, 254 albums ont été publiés. |
| Jérôme                           | 1962-1982            | 95              | 93                          | Série-dérivée de Bob et Bobette, plus de 150 albums sont sortis en allemand. |
| Karl May                         | 1962-1985            | 87              |                             | Adaptation libre de nouvelles de Karl May |
| Biggles                          | 1965-1969            | 20              |                             | Basé sur le personnage créé par William Earl Johns |
| Met Kil en Fil op het Kiliaanpad | 1970                 | 1               |                             | Publié par Louis Hellemans comme promotion pour le CVP dans le cadre des élections de 1970 |
| Safari                           | 1970-1974            | 24              | 21                          | |
| Ciso editions                    | 1972-1980            | 7               |                             | Ciso réédite des albums classiques de bande dessinée flamande, dont certaines bandes dessinées réalistes que Vandersteen a écrites dans les années 1950 et 1960.                                                         |
| Robert et Bertrand               | 1973-1993            | 98              | 47                          | |
| Pats                             | 1975-1977            | 7               |                             | Continuée (et rééditée) sous le nom de Tits |
| Tits                             | 1979-1986            | 28              |                             | Suite de Pats. Le nom Tits est un nom anversois qui désigne un chapeau de paille à la mode à l'époque. |
| Les Fabuleux Voyages de Jérôme   | 1982-1991            | 36              | 13                          | Suite de Jérôme. |
| Bessy natuurkommando             | 1985-1992            | 23              |                             | Suite de Bessy, principalement par Jeff Broeckx |
| Les Gueux                        | 1985-1990            | 10              | 10                          | Dernière série traduite par Vandersteen |
| Schanulleke                      | 1986-1993            | 3               |                             | Spin-off de Bob et Bobette |
| Le Prince Riri                   | 1994-1997            | 4               | 4                           | Gags publiés initialement dans les années 1950 mais édités sous forme d'albums seulement dans les années 1990. |
| Klein Suske en Wiske             | 2002-                | 11+             |                             | Spin-off de Bob et Bobette. Bien qu'il ait été créé après la mort de Willy Vandersteen, son nom figure sur la couverture.                                                                                                |

### Catalogues d'exposition
- Art et innovation dans la bande dessinée européenne[18], Éditions De Buck, Bruxelles, juin 1987
Scénario et couleurs : collectif - Dessin : collectif dont Willy Vandersteen -  (ISBN 2-87153-004-1),Préface : Jan Hoet. Catalogue de l'exposition éponyme au Musée d'art contemporain de Gand (4 juillet au 6 septembre 1987).

## Réception

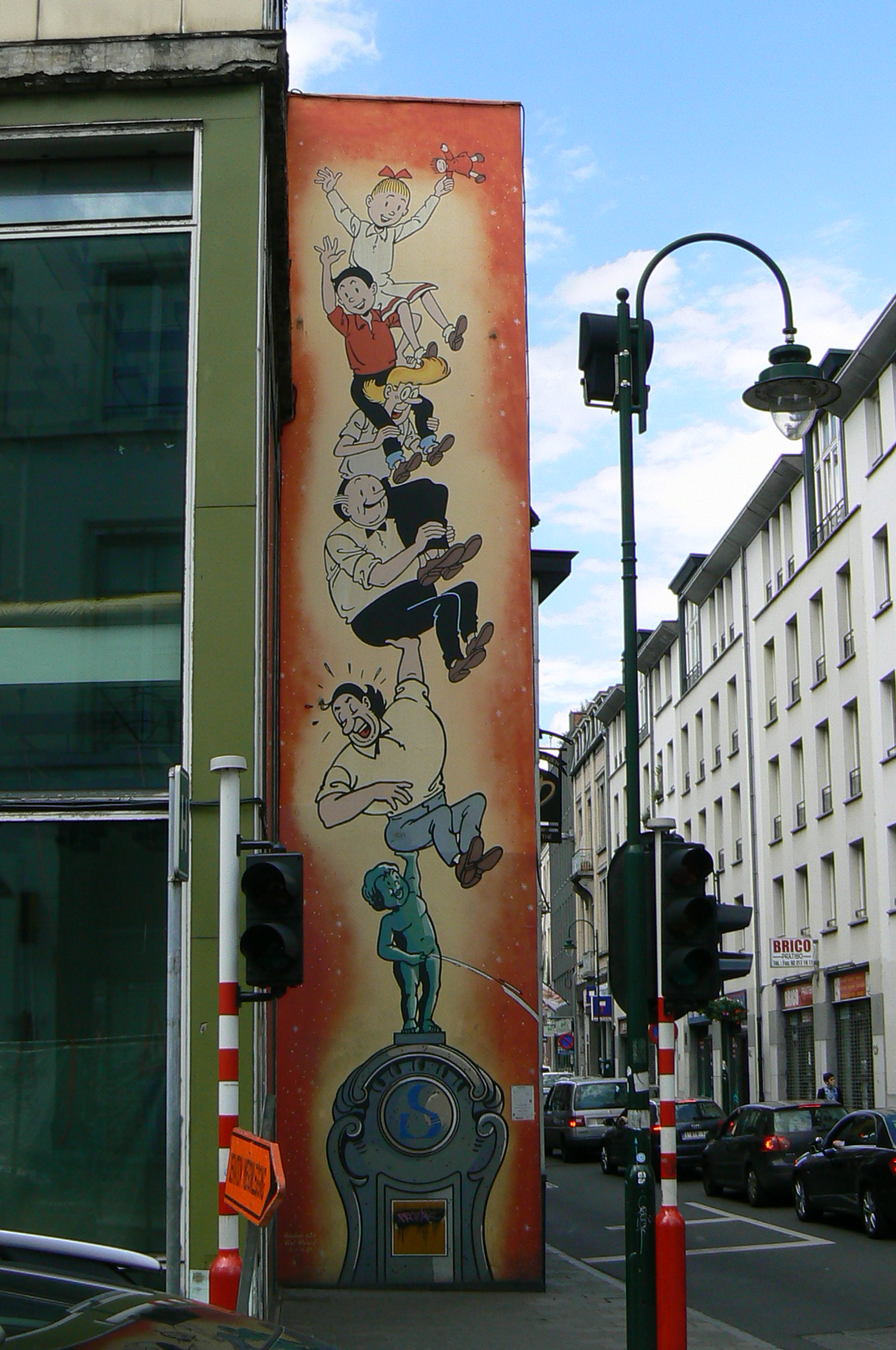
Fresque murale de Willy Vandersteen au 116 de la rue de Laeken à Bruxelles.

### Prix et récompenses
- 1959 : Vandersteen devient citoyen d'honneur de la commune de Deurne, près d'Anvers[19] ;
- 1971 :  prix Saint-Michel[20] du meilleur dessin humoristique, pour l'ensemble de son œuvre ;
- 1977 :  prix du scénariste étranger[20] au festival d'Angoulême ;
- 2007 :  prix du prestige au prix Saint-Michel[21],[20].

- Vandersteen est aussi citoyen d'honneur de la ville de Kalmthout, où l'on trouve une statue de lui dans un parc qui porte son nom[22].

Selon l'Index Translationum de l'UNESCO, Vandersteen est le second auteur d'expression néerlandophone le plus traduit, après Anne Frank.

### Postérité

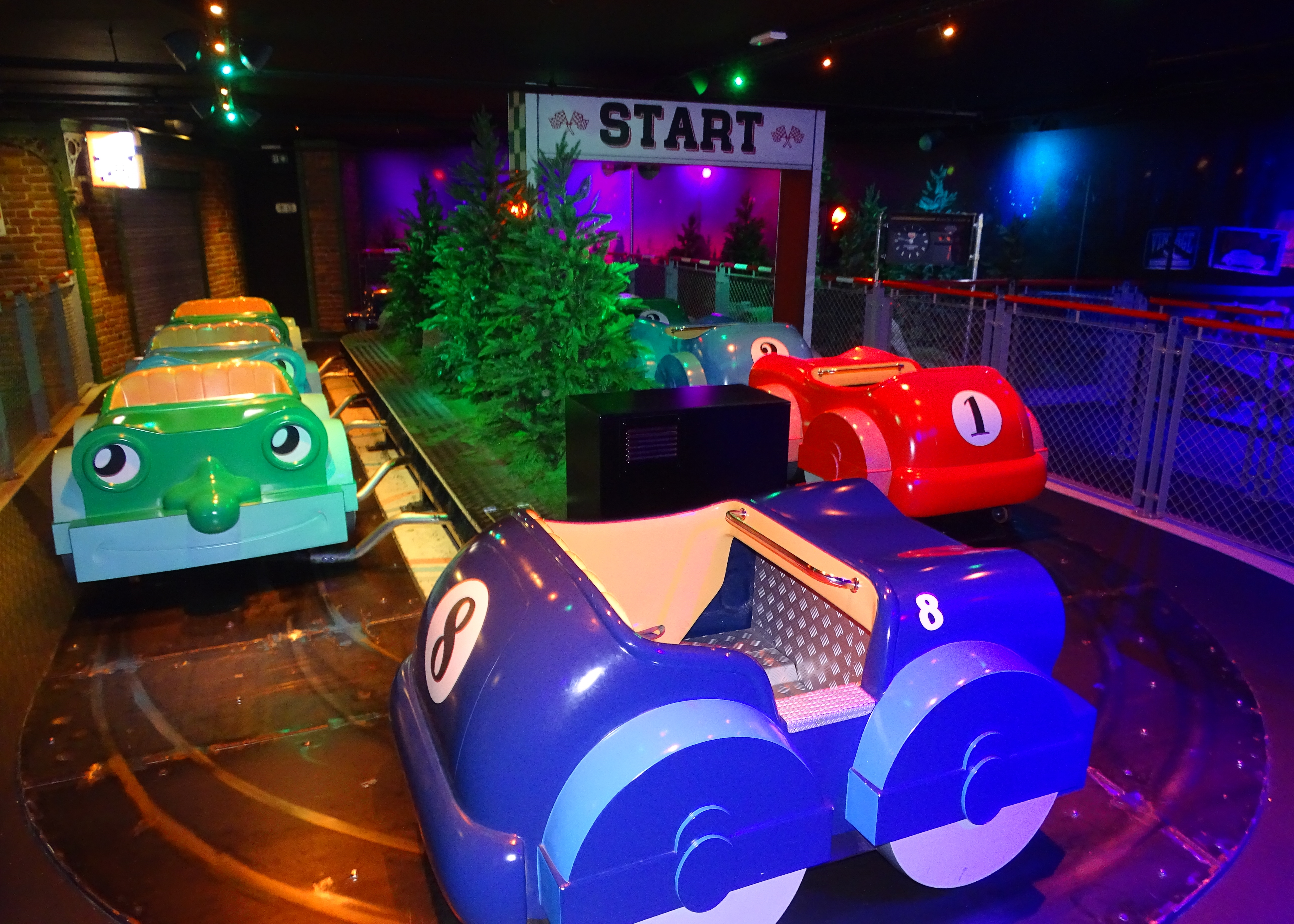
Bob & Bobette : le cascadeur casse-cou, à Plopsa Station Antwerp.

En juin 1995, une fresque murale de BD dédié à Bob et Bobette est inaugurée rue de Laeken 116. Elle est réalisée par G. Oreopoulos et D. Vandegeerde de l'association Art mural, dans le cadre du parcours BD de Bruxelles. Quatre autres murs de bandes dessinées sont créés dans la Korte Ridderstraat (courte rue du chevalier) 8 à Anvers (13 mai 2006), près de la gare de Kalmthout (26 avril 2009), dans la Handelsstraat (rue du commerce) à Anvers (16 octobre 2015) et dans l'IJzerlaan (avenue de l'Yser) à Middelkerke (24 septembre 2018). En 2002, Monique Mol réalise une autre statue dédiée à Bob et Bobette à Middelkerke. Dans le quartier de la bande dessinée de la ville néerlandaise d'Almere, les rues portent les noms de Wiske, Sidonia, Lambik et Jerom. Le parc à thème couvert Comics Station d'Anvers 2017 s'inspire de six séries de bandes dessinées belges, parmi lesquelles Bob et Bobette.
À l'occasion du centenaire de la naissance de Willy Vandersteen, Daniel Couvreur est le commissaire d'exposition d'une grande rétrospective, intitulée W. Vandersteen, 1913-2013 tenue au Centre belge de la bande dessinée à Bruxelles du 12 mars au 1er septembre 2013.
Willy Vandersteen a influencé pratiquement tout le milieu de la bande dessinée flamande de l'après-guerre et aux Pays-Bas, on peut citer les auteurs tels Martin Lodewijk, Theo van den Boogaard, Joost Swarte, Dick Matena, Gerrit de Jager. En Wallonie, il influence François Walthéry, Marc Hardy et Jean Van Hamme.

#### Études
- Danny De Laet et Yves Varende, Au-delà du septième art : histoire de la bande dessinée belge, Bruxelles, Ministère des affaires étrangères, du commerce extérieur et de la coopération au développement, coll. « Chroniques belges » (no 322), 1979, 302 p., ill. ; 23 cm (OCLC 301693218, lire en ligne).

#### Livres
: document utilisé comme source pour la rédaction de cet article.
- Jean Van Hamme, Introduction à la bande dessinée belge, Bruxelles, Bibliothèque royale de Belgique, 1968, 80 p., ill. ; 26 cm (lire en ligne), p. 47-48[catalogue] publié à l'occasion de l'exposition La bande dessinée en Belgique, Bibliothèque Albert Ier, [Bruxelles], du 29 juin au 25 août 1968.
- Peter Van Hooydonck (trad. Jean-Louis Lechat), Willy Vandersteen : Le Bruegel de la bande dessinée [« De Bruegel van het beeldverhaal »], Anvers, Éditions Standaard, 1994, 288 p. (ISBN 90-02-02006-6).
- Jan Baetens, « Langue, rythme, récit », dans Formes et politiques de la bande dessinée, Louvain, Peeters, 1998, p. 93-106.
- (nl) Hans Matla, Stripkatalogus de negende dimensie : officiële cumulatieve stripografie van de stripboeken en striptijdschriften in de Nederlandse, Friese, Nedersaksische en Limburgse taal, 's Gravenhage, Panda, 1998, 816 p., ill. (ISBN 90-6438-111-9)
- Patrick Gaumer, « Vandersteen Willy », dans Dictionnaire mondial de la BD, Paris, Larousse, 2010, 953 p., ill. ; 27 cm (ISBN 978-2-0358-4331-9 et 2-0358-4331-6, OCLC 920924930, présentation en ligne), p. 888-889.
- (nl) Jan Hoet et Dany Vandenbossche, « Willy Vandersteen », dans De wereld van de strips in originelen [« Le Monde de la bande dessinée en originaux »], Bruxelles, Vlaams Parlement, 2013, 68 p., PDF (OCLC 901366732, lire en ligne), p. 52.
- Frans Lambeau, « Vandersteen (Willy) », dans Dictionnaire illustré de la bande dessinée belge sous l'Occupation, Bruxelles, André Versaille, 2013, 334 p., ill. ; 21 cm (ISBN 978-2-87495-140-4 et 2874951404, OCLC 851512115, présentation en ligne), p. 299-302.

#### Périodiques
- Jacques de Lente, « Willy Vandersteen ou la bande dessinée industrialisée », Phénix, no 14,‎ 4e trim. 1970, p. 27-36.
- « Reward : Willy Vandersteen », Tintin, Le Lombard, no 25,‎ 21 juin 1977
- « Willy Vandersteen » [dossier réalisé par Thierry Groensteen, Didier Pasamonik, Jean Lucas  et al.], Éditions J. Glénat, 1981, Schtroumpf : Les Cahiers de la bande dessinée, numéro 51, 50 p.
- Willy Vandersteen (interviewé par Yves Frémion), « Willy Vandersteen : l'homme au 1000 albums », Zoo le Mag, no 46,‎ mars 2013, p. 74-76
- (en) Gert Meesters, « Willy Vandersteen and His Legacy. Comics Publishing in Antwerp from 1945 to the Present Day », De Gulden Passer. Journal for Book History, numéro 92, 2014, p. 125-141.

#### Articles
- Luc Honorez et Robert Rouyet, « Vandersteen avait construit un empire de fantaisie : était le Breughel de la BD belge "Plus Belges qu'eux..." », Le Soir,‎ 29 août 1990 (lire en ligne , consulté le 7 juillet 2024).
- Gilles Ratier, « Willy Vandersteen dans Tintin », BDzoom,‎ 23 juin 2009 (lire en ligne).